# 古喙龍
古喙龍（學名：Paleorhinus）是植龍目的一屬，是種半水生、類似鱷魚的小型動物，身長估計約2.5公尺，生存於三疊紀晚期的卡尼階晚期。古喙龍生存於歐洲、北美洲、與南美洲。古喙龍曾经包括过生存於印度的副鱷（Parasuchus）。